# Dinar yugoslavo
El dinar (cirílico: динар) fue una moneda utilizada en los tres estados yugoslavos: el Reino de Yugoslavia, la República Federal Socialista de Yugoslavia y la República Federal de Yugoslavia, entre 1920 y 2003. El dinar fue subdividido en 100 para (en cirílico: пара). Durante la desmembración de Yugoslavia, la moneda sufrió una fortísima devaluación, al igual que su economía. Según el ISO 4217, el dinar empleó el código YUD.

## Historia
Hasta 1918, el dinar había sido la moneda del Reino de Serbia, pero tras el final de la Primera Guerra Mundial y a partir de la creación del Reino de los Serbios, Croatas y Eslovenos, el nuevo estado también la adoptó como su moneda. Inicialmente estuvo en circulación la Corona yugoslava, pero a partir de 1920, fue sustituida por el nuevo dinar yugoslavo.
El dinar desapareció brevemente con la ocupación de Yugoslavia (1941-45) durante la Segunda Guerra Mundial, pues fue sustituido por otras monedas foráneas, como el Reichsmark alemán, la lira italiana o el lev búlgaro. En la Serbia ocupada, volvió a circular el antiguo dinar serbio. En el Estado Independiente de Croacia, la moneda adoptada fue el kuna.
Con la derrota y retirada alemana, en 1944-1945 se reinstauró la circulación del dinar yugoslavo.
Entre finales de los años 1980 y principios de los años 1990 tuvo lugar una grave y prolongada hiperinflación debido a una combinación de mala gestión económica, las guerras yugoslavas y una alta criminalidad. Durante este período, que coincidió con la desintegración de Yugoslavia, se imprimieron grandes cantidades de dinero y, a consecuencia de ello, la moneda perdió su valor. El billete emitido de mayor valor fue de 500 000 000 000 dinares. Esta hiperinflación causó cinco revalorizaciones entre 1990 y 1994; en total, llegaron a existir ocho tipos distintos de dinar.
La desaparición de Yugoslavia implicó también el final del dinar y su sustitución por otras monedas en cada república independizada.